# Ryphila
Ryphila is een geslacht van kreeftachtigen uit de klasse van de Malacostraca (hogere kreeftachtigen).

## Soorten
- Ryphila cancellus (Herbst, 1783)
- Ryphila verrucosa (Henderson, 1893)